# Зиновий (Дроздов)
Архиепи́скоп Зино́вий (в миру Никола́й Петро́вич Дроздо́в; 14 июля 1875, село Холм, Галичский уезд, Костромская губерния — 9 сентября 1942, Краснотурьинск, Свердловская область) — епископ Православной российской церкви, архиепископ Тамбовский.

## Биография
Родился 14 июля 1875 года в семье священника.
В 1889 году Солигаличское духовное училище. В 1897 году окончил Костромскую духовную семинарию, был рукоположён в сан диакона, затем в сан иерея.
Вскоре овдовел и поступил в Санкт-Петербургскую духовную академию. В 1902 года умер его малолетний сын. В 1903 года был пострижен в монашество.
В 1904 году окончил Санкт-Петербургскую духовную академию со степенью кандидата богословия.
14 августа 1904 был командирован Святейшим Синодом священником на госпитальное судно «Орёл», входившее в состав эскадры вице-адмирала З. П. Рожественского. На этом судне совершил переход из Балтийского моря в Тихий океан. Вёл дневник, который впоследствии издал отдельной книгой. В дневнике, в частности, размышлял об окружающих его людях:

Сердце обливается кровью, когда слышишь ехидные укоризны пылким патриотам, дорожащим честью и славою родины, добровольно идущим на защиту русского имени: «что они глупо делают, что только дураки рвутся на верную смерть». К счастью и достоинству нашей родины, таких лиц, позорящих русское имя, немного, и несмотря на это, их разъедающее и убивающее всякую энергию влияние довольно заметно и присутствие их в рядах защитников России крайне нежелательно.

После того, как во время Цусимского боя судно «Орёл» было пленено японцами и отведено в Шанхай, некоторое время жил в одном из пансионатов в этом городе, а затем вернулся в Россию.
С 23 сентября 1905 года — преподаватель Вятской духовной семинарии.
С 28 сентября 1906 года — смотритель Кутаисского духовного училища.
С 14 июля 1907 года — правитель канцелярии Экзарха Грузии архиепископа Никона (Софийского).
12 сентября 1907 года был возведён в сан архимандрита.
Служение русского православного священника в Грузии тогда было крайне сложным из-за острого конфликта с грузинским духовенством, требовавшим восстановления автокефалии своей церкви, утраченной в начале XIX века. Видимо, именно о нём писала газета «Колокол» в 1908 году:

Один из сослуживцев Экзарха … пережил грозные бури океанов на пути к Цусиме, крещён огненным крещением Цусимы, побывал в позорном плену. Казалось, ему нипочём кавказское горе-житьё. На самом деле, ежеминутные тревоги пред грозным кавказским сфинксом не раз вызывали болезненные крики у героя Цусимы: «нет здесь счастья душе моей! что за жизнь под всегдашней опасностью, что здесь за люди, что за нравы! нет сил здесь жить и служить».

После убийства владыки Никона (Софийского) в 1908 году был переведён из «бурного» Тифлиса в «спокойный» Екатеринбург.
С 13 июля 1908 году — смотритель Екатеринбургского духовного училища.
С 22 января 1909 года — ректор Кишинёвской духовной семинарии.
С 11 декабря 1911 года — епископ Измаильский, второй викарий Кишинёвской епархии.
С 17 января 1913 года — епископ Козловский, викарий Тамбовской епархии.
С 5 июня 1913 года временно управлял Орловской епархией, оставаясь епископом Козловским.
Настоятель Козловского Троицкого монастыря, председатель епархиального училищного совета (1913). Награжден орденом св. Владимира III степени (1914).
В 1918 году член Поместного Собора Православной Российской Церкви по должности, как преемник митрополита Кирилла (Смирнова), участвовал в 3-й сессии, член II, VII, XIII отделов.
4 июня 1918 года утверждён епископом Тамбовским и Шацким по результатам свободного голосования клира и мирян Тамбовской епархии. Первый соборно избранный тамбовский архиерей.
В 1919 году отказался служить благодарственный молебен после взятия Тамбова Вооруженными силами Юга России.
Боролся против обновленческого раскола — назвал деятельность его представителей «богоотступничеством». Запретил в священнослужении обновленческих лидеров в Тамбовской епархии, был отстранён обновленцами от управления епархией. 13 октября 1922 года произнёс в Покровском соборе «громовую» проповедь, в которой подверг резкой критике обновленцев: зачитав главы из апостольских посланий о признаках апокалипсических времён, епископ провёл аналогию с их деятельностью. После этого городское духовенство Тамбова объявило о разрыве с обновленцами.
В октябре 1922 года был арестован по обвинению в «сокрытии церковных ценностей», приговорён к шести годам тюрьмы. В 1922—1923 годах находился в заключении в тамбовской тюрьме, затем был переведён в Александровский централ.
В 1923 году возведён в сан архиепископа (по другим данным, в 1927 году).
В 1924 году, по ходатайству Патриарха Тихон, а был освобождён и ненадолго вернулся к управлению епархией, но уже в ноябре 1924 был выслан в Москву без права выезда. В апреле 1926 года выслан в город Арзамас Нижегородской губернии, проживал в Серафимо-Дивеевском Троицком монастыре.
Летом 1927 года уволен на покой заместителем Патриаршего местоблюстителя митрополитом Сергием (Страгородским).
21 сентября 1927 года был арестован. Находился в заключении в тюрьмах городов Арзамаса и Нижнего Новгорода. 8 октября 1927 года был освобождён. 17 октября того же года выехал в Москву.
Отказался сотрудничать с митрополитом Сергием (Страгородским), не одобряя его Декларацию, призывавшую к полной лояльности советской власти. Примыкал к мечёвской группе непоминающих.
Поселился в Муроме, вёл уединённый образ жизни, встречался только с самыми близкими людьми, в основном монашествующими. Ежедневно проводил богослужения на дому.
В 1932 году был арестован, на допросе заявил: «Я не согласен с политикой советской власти в отношении религии. Я не одобряю действия советской власти направленные на гонение и преследование религии». 16 декабря 1932 года был приговорён к трём годам ИТЛ, срок отбывал в Свирских лагерях. В 1934 году освобождён после прошения о помиловании.
Вернувшись из заключения, жил в городе Коврове Ивановской Промышленной области, продолжал служить на дому и принимать своих духовных чад.
21 июня 1940 года вновь арестован, обвинён в «организации нелегального монастыря и сколачивании группы антисоветски настроенного монашеского элемента». Отказался признать себя виновным. Постановлением Особого Совещания НКВД от 21 сентября 1940 года приговорён к 8 годам лишения свободы, находился в Ивдельлаге Свердловской области, затем в Богословлаге (город Краснотурьинск), где и скончался.

## Сочинения
- С эскадрой до Цусимы: (Письма в пути). — Вятка : Губ. тип., 1906. — 127 с.
- Речь архимандрита Зиновия при наречении его во епископа // «Прибавление к Церковным Ведомостям» 1911. — № 51-52. — С. 2240.
- Обращение к пастве // Тамбовская правда. 1922. 20 октября.